# Niels Pittomvils
Niels Pittomvils, né le 18 juillet 1992 à Heusden-Zolder, est un athlète belge, spécialiste du décathlon.
Il remporte la Coupe d'Europe des épreuves combinées 2014, seconde ligue, en établissant un record personnel à 8 000 points à Ribeira Brava. Il porte son record à 8 049 points en remportant les championnats de France à Villeneuve-d'Ascq le 11 juillet 2015, ce qui lui permet d'être invité à participer aux championnats du monde de Pékin. Il y termine 22e et dernier avec seulement 6 678 points après avoir manqué toutes ses tentatives au saut à la perche.

## Records
| Épreuve     | Performance   | Lieu              | Date                        |
| ----------- | ------------- | ----------------- | --------------------------- |
| Plein air   |               |                   |                             |
| 100 m       | 11 s 15       | Götzis            | 30 mai 2015                 |
| 400 m       | 48 s 94       | Ribeira Brava     | 5 juillet 2014              |
| 1 500 m     | 4 min 27 s 40 | Pékin             | 29 août 2015                |
| 110 m haies | 14 s 35       | Götzis            | 30 mai 2021                 |
| Hauteur     | 2,04 m        | Villeneuve-d'Ascq | 10 juillet 2015             |
| Perche      | 5,30 m        | Villeneuve-d'Ascq | 11 juillet 2015             |
| Longueur    | 7,40 m        | Götzis            | 29 mai 2021                 |
| Poids       | 14,30 m       | Villeneuve-d'Ascq | 10 juillet 2015             |
| Disque      | 47,27 m       | Götzis            | 30 mai 2021                 |
| Javelot     | 62,77 m       | Götzis            | 30 mai 2021                 |
| Décathlon   | 8 222 pts     | Götzis            | 29-30 mai 2021              |
| Salle       |               |                   |                             |
| 60 m        | 7 s 18        | Gand              | 31 janvier 2015             |
| 1000 m      | 2 min 43 s 01 | Gand              | 1er février 2015            |
| 60 m haies  | 8 s 18        | Gand              | 1er février 2015            |
| Hauteur     | 1,99 m        | Gand              | 31 janvier 2015             |
| Perche      | 5,20 m        | Gand              | 1er février 2015            |
| Longueur    | 7,23 m        | Gand              | 31 janvier 2015             |
| Poids       | 13,96 m       | Gand              | 31 janvier 2015             |
| Heptathlon  | 5 957 pts     | Gand              | 31 janvier-1er février 2015 |